# Cabanadrassus bifasciatus
Cabanadrassus bifasciatus Mello-Leitão, 1941 è un ragno appartenente alla famiglia Gnaphosidae.
È l'unica specie nota del genere Cabanadrassus.

## Distribuzione
L'unica specie oggi nota di questo genere è stata rinvenuta in Argentina.

## Tassonomia
Dal 1941 non sono stati esaminati altri esemplari, né sono state descritte sottospecie al 2015.